# Драфт ВНБА 2010 года
Драфт ВНБА 2010 года прошёл 8 апреля, в четверг, в студии развлечений НБА (англ. NBA Entertainment Studios) в городке Секокус, штат Нью-Джерси. К участию в драфте были допущены игроки после окончания колледжа и игроки-иностранцы. Лотерея драфта состоялась 5 ноября 2009 года, по результатам которой право выбора под первым номером получила команда «Миннесота Линкс». 12 января 2010 года в результате обмена Рене Монтгомери на Линдсей Уэйлен «Миннесота Линкс» также обменяла и первый пик драфта на второй в клуб «Коннектикут Сан», который он использовал на 21-летнюю Тину Чарльз, центровую из Коннектикутского университета. Первый раунд драфта транслировался на спортивном канале ESPN2 (в формате HD) в три часа вечера по Североамериканскому восточному времени (EDT), в то же время как второй и третий раунды были показаны на каналах NBA TV и ESPNU в четыре часа.
После окончания прошлого сезона был ликвидирован клуб «Сакраменто Монархс», поэтому основной драфт предворял, так называемый, драфт распределения расформированных команд, прошедший в формате селекторного совещания 14 декабря 2009 года. Выбор клубы осуществляли в обратном порядке их итогового положения в регулярном чемпионате прошедшего сезона, независимо от результатов лотереи драфта. В этом драфте принимали участие почти все игроки «Монархс», за исключением ставших по окончании прошлого сезона неограниченно свободными агентами Кары Лоусон, Амшету Майги и Тиши Пенишейру. «Сакраменто» стал последней командой ВНБА, прекратившей своё существование, после ликвидации которой состав лиги приобрёл свой нынешний вид. Кроме того команда «Детройт Шок» сменила место своей дислокации, перебравшись из Детройта (штат Мичиган) в Талсу (штат Оклахома), сменив своё название на «Талса Шок», став второй, после «Коннектикут Сан», командой ВНБА, которая базируется в городе, который одновременно не является домом для одного из клубов национальной баскетбольной ассоциации (НБА).
Всего на драфте было выбрано 36 баскетболисток, из них 29 из США, по 2 из Австралии (Элисон Лейси и Бриджитт Ардосси) и Демократической Республики Конго (Шанель Моканго и Армели Луману) и по одной из Румынии (Габриэла Мэрджинян), Великобритании (Джоанна Лидем) и Венгрии (Тияна Кривачевич). Защитник Эпифанни Принс родилась в Бруклине, самом населённом боро Нью-Йорка, с 2010 года выступает в чемпионате России, в котором приняла двойное гражданство, чтобы играть за сборную этой страны. Центровая Тияна Кривачевич родилась в сербском городе Нови-Сад, в самом начале своей спортивной карьеры играла в чемпионате Венгрии, а в 2013 году стала выступать за сборную этой страны.

## Легенда к драфту
|  | Выделены игроки, выбранные в Баскетбольный зал славы                      |
|  | Выделены участники Матча всех звёзд ВНБА и игроки сборной всех звёзд ВНБА |
|  | Выделены участники Матча всех звёзд ВНБА                                  |
|  | Выделены игроки сборной всех звёзд ВНБА                                   |
|  | Выделены игроки, не игравшие в ВНБА                                       |

## Лотерея драфта
Лотерея драфта состоялась 5 ноября 2009 года, чтобы определить порядок выбора первой пятёрки команд предстоящего драфта. Команда «Миннесота Линкс» выиграла в ней право выбирать первой, в то время как «Сакраменто Монархс» и «Коннектикут Сан» были удостоены второго и третьего выбора соответственно. Оставшиеся выборы первого раунда, а также все выборы второго и третьего раундов осуществлялись командами в обратном порядке их итогового положения в регулярном чемпионате прошедшего сезона. После расформирования «Сакраменто Монархс» второй номер драфта был отдан «Коннектикут Сан», а третий — «Миннесота Линкс».
В этой таблице представлены шансы пяти худших команд прошлого сезона, не попавших в плей-офф, которые боролись за шанс получить первый номер выбора на лотерее предстоящего драфта, округлённые до трёх знаков после запятой:
| Худшие команды прошлого сезона                                                             | Баланс побед и поражений пяти худших команд прошлого сезона | Шансы на выигрыш первого номера драфта | Номер выбора на драфте | Номер выбора на драфте | Номер выбора на драфте | Номер выбора на драфте | Номер выбора на драфте |
| Худшие команды прошлого сезона                                                             | Баланс побед и поражений пяти худших команд прошлого сезона | Шансы на выигрыш первого номера драфта | 1-й                    | 2-й                    | 3-й                    | 4-й                    | 5-й                    |
| ------------------------------------------------------------------------------------------ | ----------------------------------------------------------- | -------------------------------------- | ---------------------- | ---------------------- | ---------------------- | ---------------------- | ---------------------- |
| Сакраменто Монархс                                                                         | 12–22                                                       | 420                                    | 0,420                  | 0,302                  | 0,181                  | 0,097                  | 0,000                  |
| Нью-Йорк Либерти (право выбора было продано в Миннесота Линкс)                             | 13–21                                                       | 261                                    | 0,261                  | 0,284                  | 0,246                  | 0,200                  | 0,008                  |
| Миннесота Линкс                                                                            | 14–20                                                       | 167                                    | 0,167                  | 0,207                  | 0,263                  | 0,315                  | 0,048                  |
| Коннектикут Сан                                                                            | 16–18                                                       | 78                                     | 0,076                  | 0,103                  | 0,155                  | 0,388                  | 0,278                  |
| Чикаго Скай                                                                                | 16–18                                                       | 78                                     | 0,076                  | 0,103                  | 0,155                  | 0,000                  | 0,666                  |
| Примечание: Закрашенные сегменты таблицы обозначают фактические результаты лотереи драфта. |                                                             |                                        |                        |                        |                        |                        |                        |

## Драфт распределения

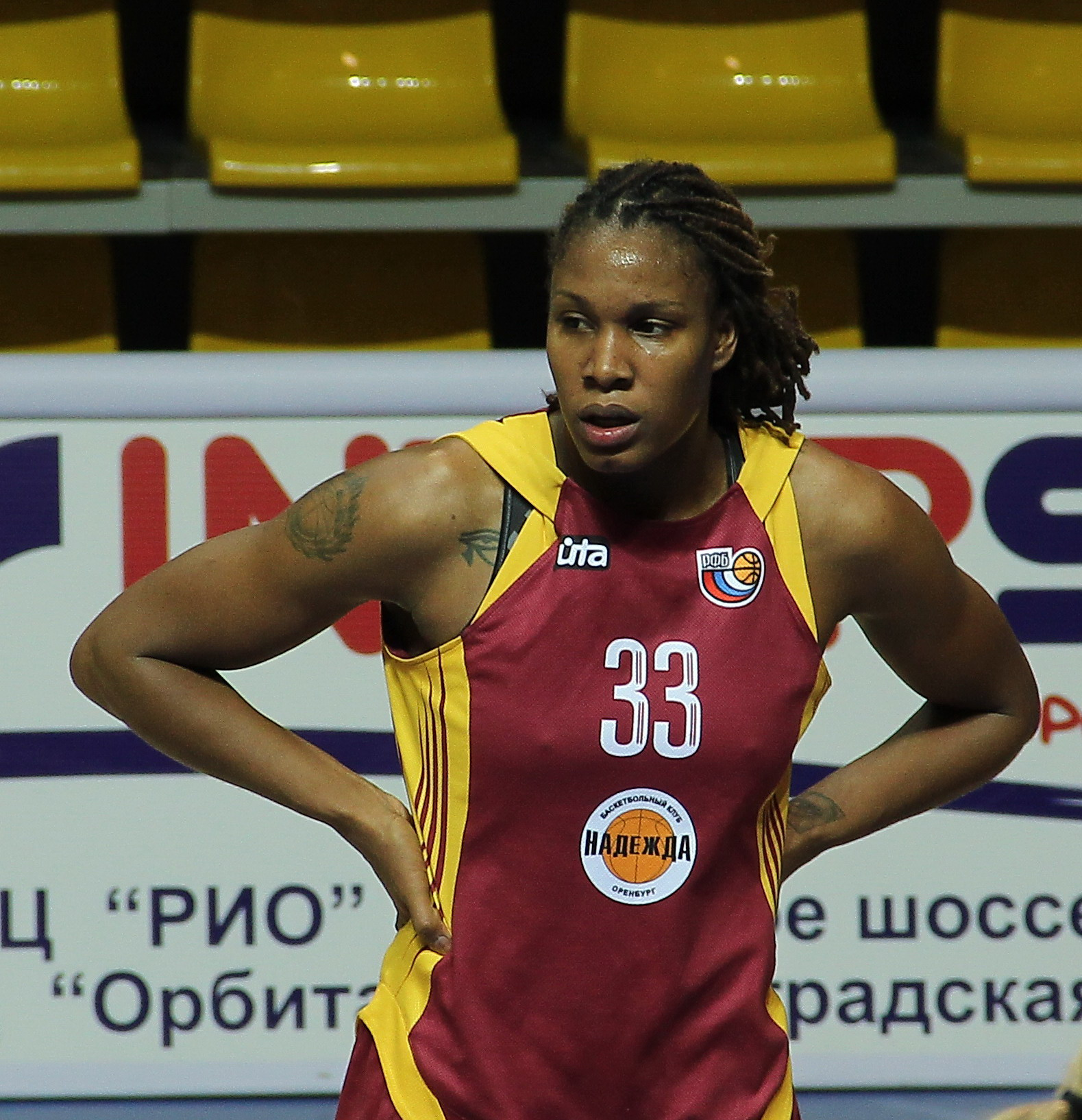
Ребекка Брансон, 2-й номер драфта распределения

| Выбор | Игрок            | Позиция            | Гражданство | Новая команда            | Бывшая команда     | Университет                              |
| --- | ---------------- | ------------------ | ----------- | ------------------------ | ------------------ | ---------------------------------------- |
| 1 | Николь Пауэлл    | Защитник / Форвард | США         | Нью-Йорк Либерти         | Сакраменто Монархс | Стэнфордский университет                 |
| 2 | Ребекка Брансон  | Форвард            | США         | Миннесота Линкс          | Сакраменто Монархс | Джорджтаунский университет               |
| 3 | Демайя Уокер     | Форвард            | США         | Коннектикут Сан          | Сакраменто Монархс | Университет Виргинии                     |
| 4 | Кортни Пэрис     | Центровая          | США         | Чикаго Скай              | Сакраменто Монархс | Университет Оклахомы                     |
| 5 | Лора Харпер      | Форвард            | США         | Сан-Антонио Силвер Старз | Сакраменто Монархс | Мэрилендский университет в Колледж-Парке |
| 6 | Кристин Хейни    | Защитник           | США         | Вашингтон Мистикс        | Сакраменто Монархс | Университет штата Мичиган                |
| 7 | Шоланда Робинсон | Защитник           | США         | Талса Шок                | Сакраменто Монархс | Университет штата Луизиана               |
| 8 | Пропущен         | —                  | —           | Лос-Анджелес Спаркс      | Сакраменто Монархс | —                                        |
| 9 | Пропущен         | —                  | —           | Атланта Дрим             | Сакраменто Монархс | —                                        |
| 10 | Челси Ньютон     | Защитник           | США         | Сиэтл Шторм              | Сакраменто Монархс | Ратгерский университет                   |
| 11 | Пропущен         | —                  | —           | Индиана Фивер            | Сакраменто Монархс | —                                        |
| 12 | Пропущен         | —                  | —           | Финикс Меркури           | Сакраменто Монархс | —                                        |
| Примечание: три бывших игрока Сакраменто Монархс, Кара Лоусон, Амшету Майга и Тиша Пенишейру, были неограниченно свободными агентами, поэтому не имели право участвовать в этом драфте. |                  |                    |             |                          |                    |                                          |

## Сделки
- 30 января 2009 года команда «Вашингтон Мистикс» получила право выбора во втором раунде драфта от «Миннесота Линкс» как часть сделки по покупке Линдсей Хардинг[2].
- 26 марта 2009 года «Лос-Анджелес Спаркс» получил право выбора в первом раунде драфта от «Финикс Меркури» как часть сделки по продаже Темики Джонсон.
- 5 мая 2009 года команда «Миннесота Линкс» получила право выбора в первом раунде драфта от «Нью-Йорк Либерти» через «Лос-Анджелес Спаркс» в результате трёхсторонней сделки по обмену Сидни Спенсер, Ноэль Куинн и Рафаэллы Маскиарди.
- 20 ноября 2009 года лига объявила о ликвидации клуба «Сакраменто Монархс», а номера выбора драфта, под которыми он должен был выбирать себе новичков, были просто исключены из таблицы драфта.
- 12 января 2010 года команда «Коннектикут Сан» получила первый номер драфта взамен второго в результате обмена Рене Монтгомери на Линдсей Уэйлен в клуб «Миннесота Линкс»[3].

## Основной драфт

### Первый раунд

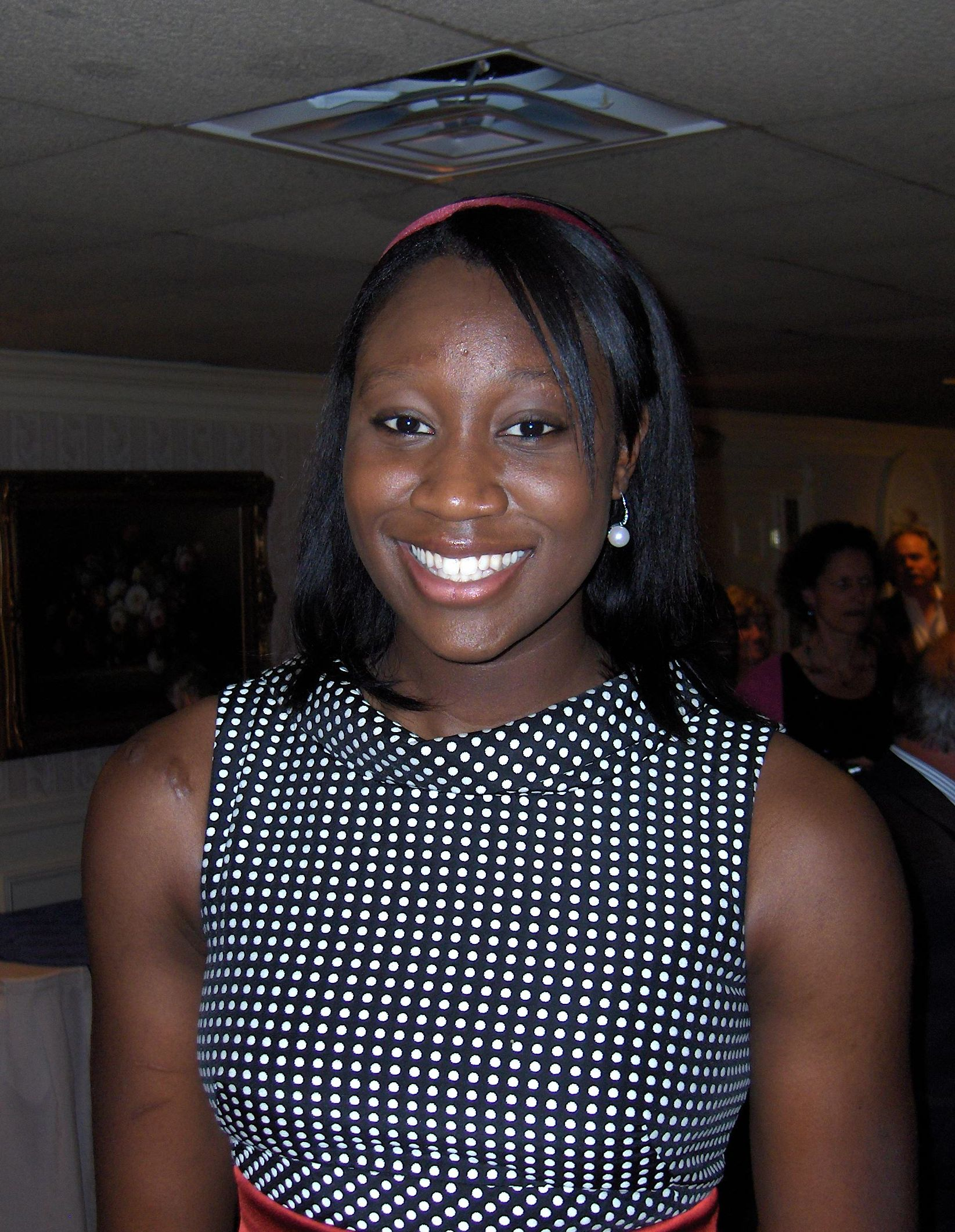
Тина Чарльз, 1-й номер драфта

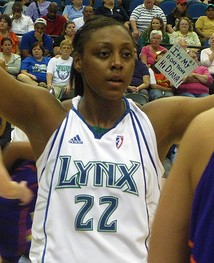
Моника Райт, 2-й номер драфта

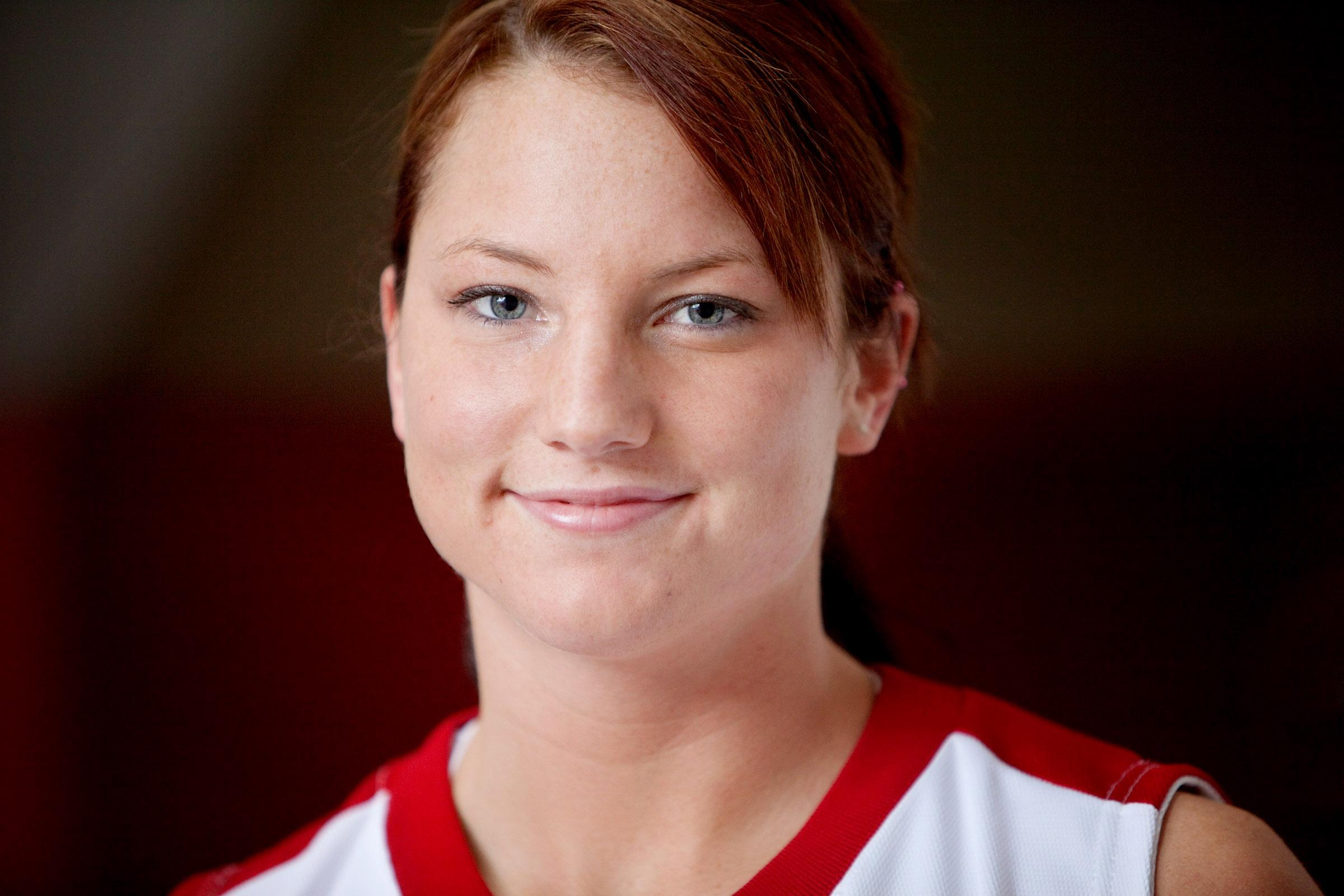
Келси Гриффин, 3-й номер драфта

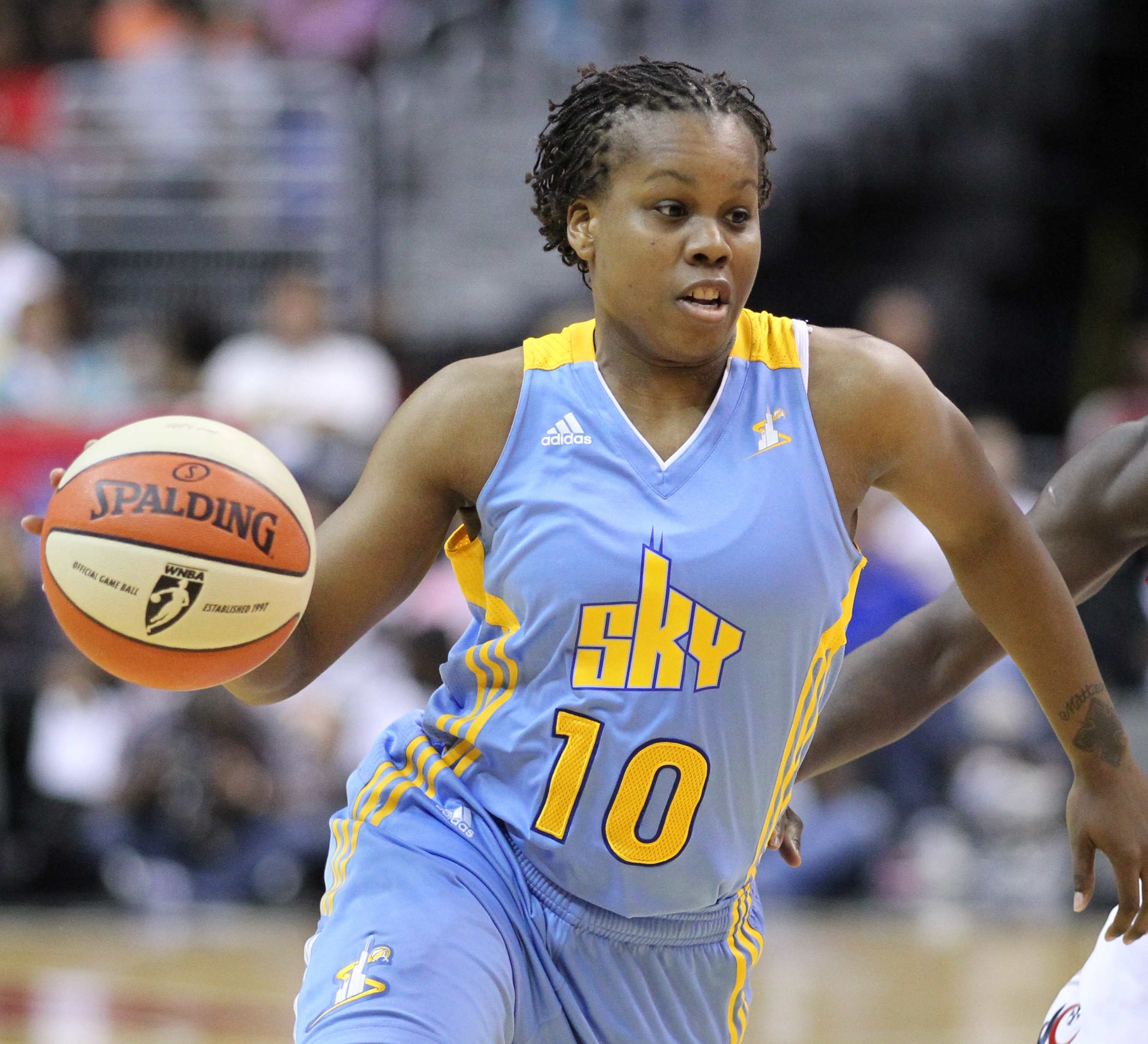
Эпифанни Принс, 4-й номер драфта

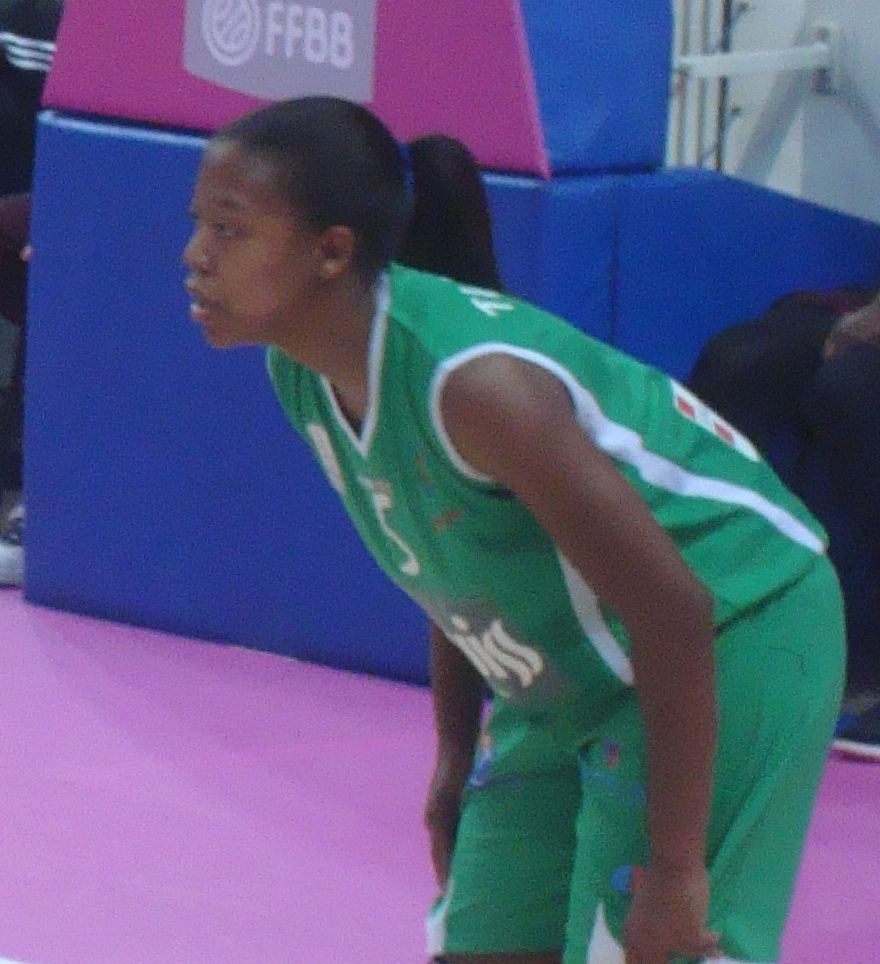
Бьянка Томас, 12-й номер драфта

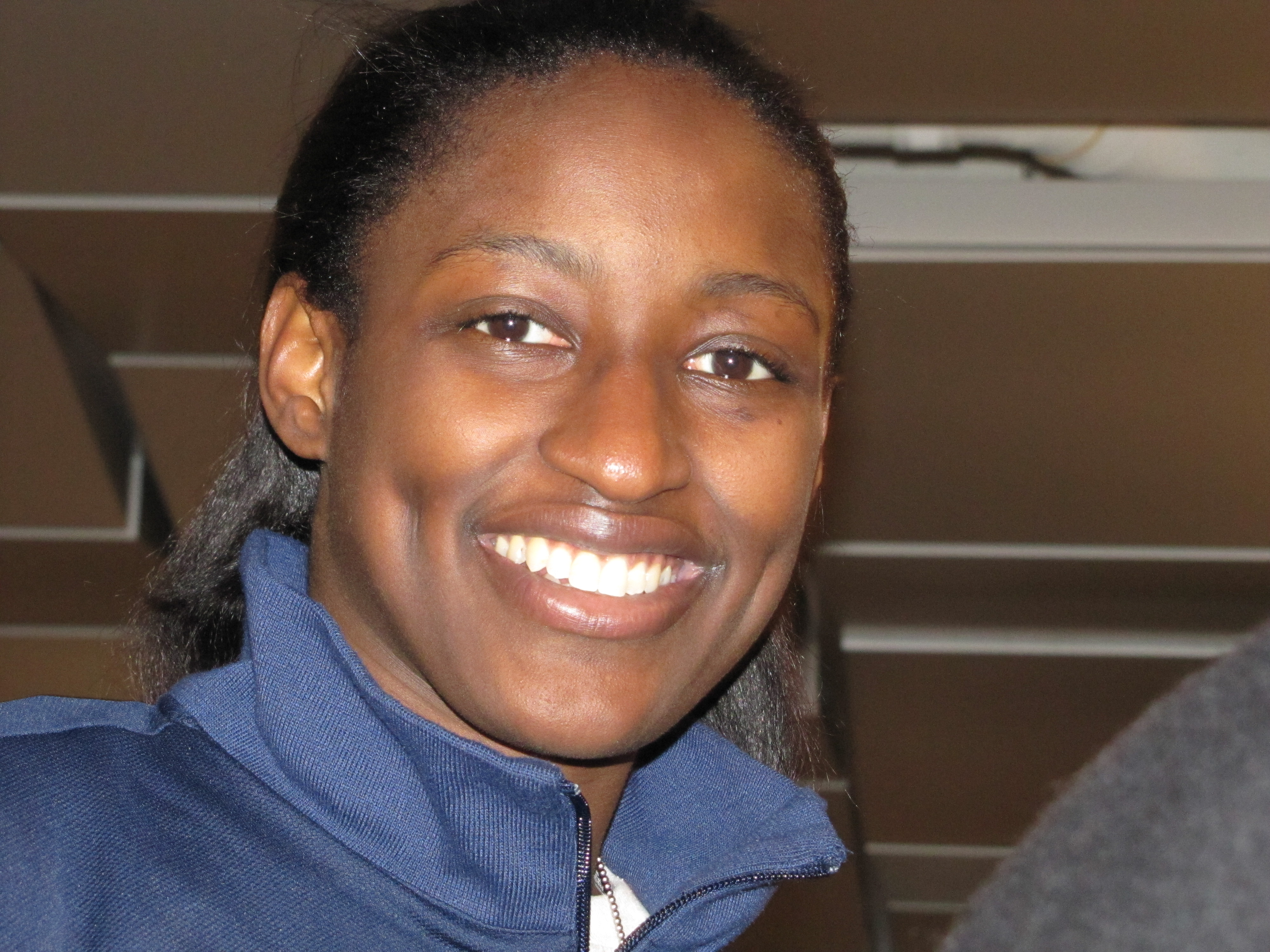
Калана Грин, 13-й номер драфта

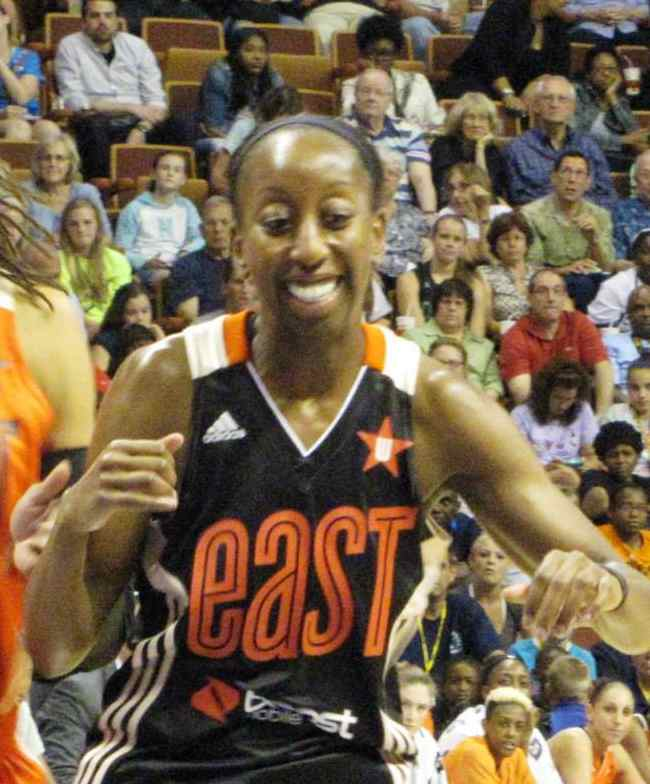
Эллисон Хайтауэр, 15-й номер драфта

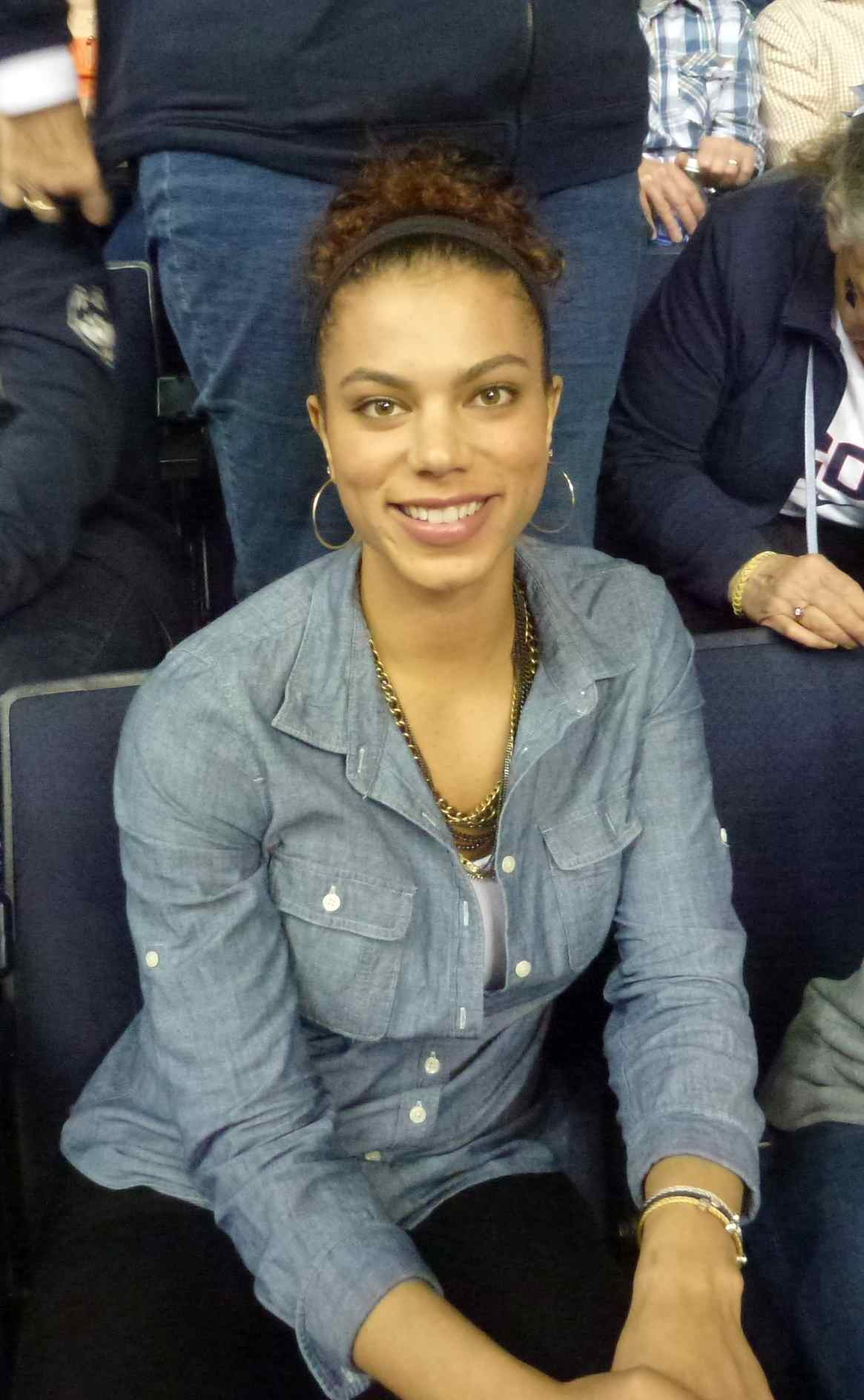
Алиша Кларк, 17-й номер драфта

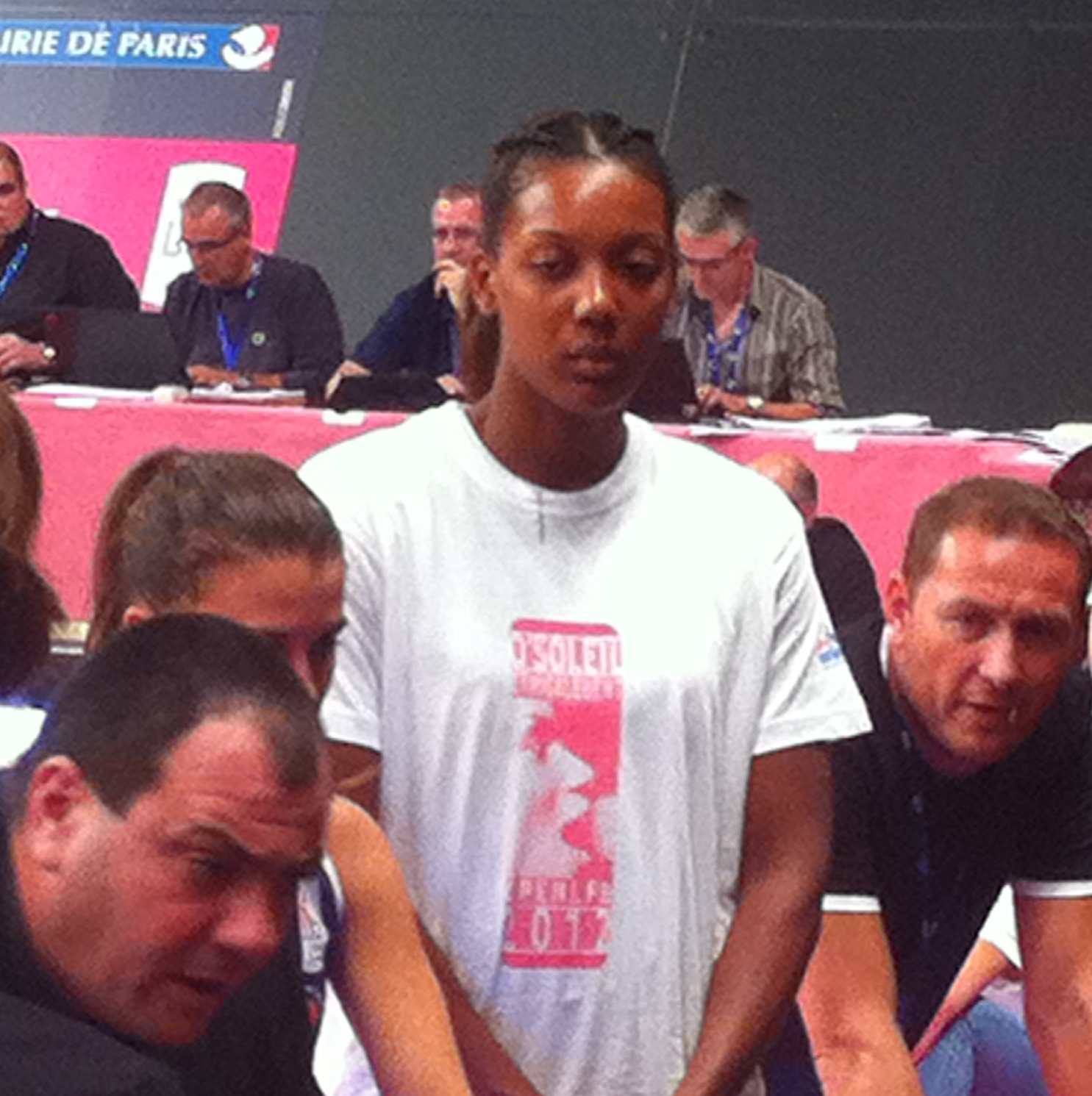
Энджел Робинсон, 20-й номер драфта

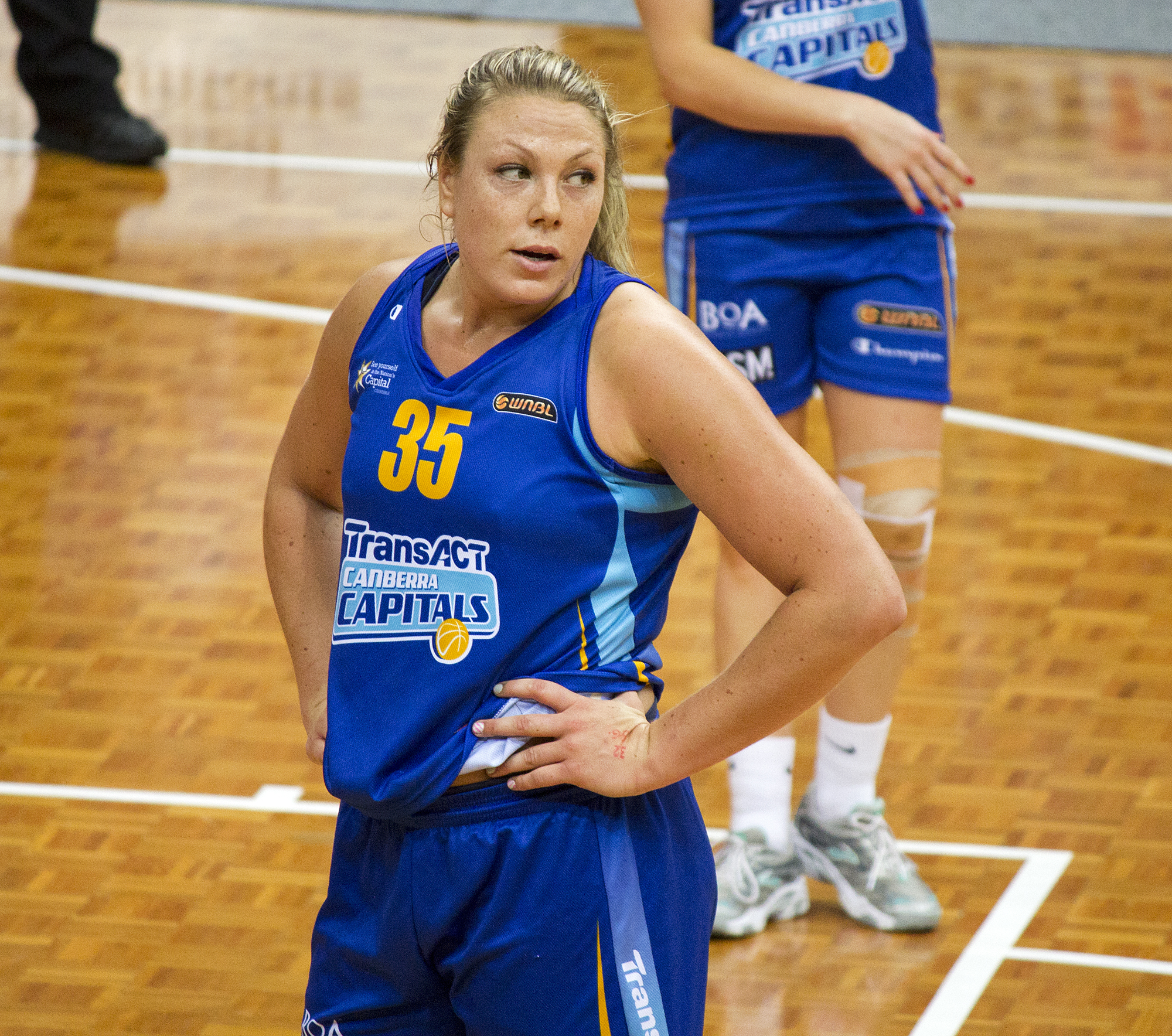
Бриджитт Ардосси, 21-й номер драфта

| Выбор | Игрок            | Позиция            | Гражданство    | Команда драфта                                                                                 | Университет/ Бывшая команда              |
| ----- | ---------------- | ------------------ | -------------- | ---------------------------------------------------------------------------------------------- | ---------------------------------------- |
| 1     | Тина Чарльз      | Центровая          | США            | Коннектикут Сан (право выбора от Нью-Йорк Либерти через Лос-Анджелес Спаркс и Миннесота Линкс) | Университет Коннектикута                 |
| 2     | Моника Райт      | Защитник           | США            | Миннесота Линкс (право выбора от Коннектикут Сан)                                              | Университет Виргинии                     |
| 3     | Келси Гриффин    | Форвард            | США            | Миннесота Линкс (затем продана в Коннектикут Сан)                                              | Университет Небраски в Линкольне         |
| 4     | Эпифанни Принс   | Защитник           | США / · Россия | Чикаго Скай                                                                                    | Ратгерский университет                   |
| 5     | Джейн Аппель     | Центровая          | США            | Сан-Антонио Силвер Старз                                                                       | Стэнфордский университет                 |
| 6     | Джасинта Монро   | Центровая          | США            | Вашингтон Мистикс                                                                              | Университет штата Флорида                |
| 7     | Даниэлла Маккрей | Защитник / Форвард | США            | Коннектикут Сан (право выбора от Талса Шок)                                                    | Канзасский университет                   |
| 8     | Андреа Райли     | Защитник           | США            | Лос-Анджелес Спаркс                                                                            | Университет штата Оклахома в Стиллуотере |
| 9     | Шанель Моканго   | Форвард            | ДР Конго       | Атланта Дрим                                                                                   | Университет штата Миссисипи              |
| 10    | Элисон Лейси     | Защитник           | Австралия      | Сиэтл Шторм                                                                                    | Университет штата Айова                  |
| 11    | Джин Моррис      | Защитник           | США            | Индиана Фивер                                                                                  | Университет штата Калифорния в Сан-Диего |
| 12    | Бьянка Томас     | Защитник           | США            | Лос-Анджелес Спаркс (право выбора от Финикс Меркури)                                           | Университет Миссисипи                    |

### Второй раунд
| Выбор | Игрок            | Позиция            | Гражданство | Команда драфта                                      | Университет/ Бывшая команда                   |
| ----- | ---------------- | ------------------ | ----------- | --------------------------------------------------- | --------------------------------------------- |
| 13    | Калана Грин      | Защитник           | США         | Нью-Йорк Либерти                                    | Университет Коннектикута                      |
| 14    | Дженна Смит      | Центровая          | США         | Вашингтон Мистикс (право выбора от Миннесота Линкс) | Иллинойсский университет в Урбане-Шампейне    |
| 15    | Эллисон Хайтауэр | Защитник           | США         | Коннектикут Сан                                     | Университет штата Луизиана                    |
| 16    | Эшли Хоутс       | Защитник           | США         | Нью-Йорк Либерти (право выбора от Чикаго Скай)      | Университет Джорджии                          |
| 17    | Алиша Кларк      | Форвард            | США         | Сан-Антонио Силвер Старз                            | Государственный университет Среднего Теннесси |
| 18    | Шанавия Дауделл  | Форвард            | США         | Вашингтон Мистикс                                   | Технологический университет Луизианы          |
| 19    | Аманда Томпсон   | Форвард            | США         | Талса Шок                                           | Университет Оклахомы                          |
| 20    | Энджел Робинсон  | Центровая          | США         | Лос-Анджелес Спаркс                                 | Университет Джорджии                          |
| 21    | Бриджитт Ардосси | Форвард            | Австралия   | Атланта Дрим                                        | Технологический институт Джорджии             |
| 22    | Таниша Смит      | Защитник / Форвард | США         | Сиэтл Шторм                                         | Техасский университет A&M                     |
| 23    | Армели Луману    | Защитник / Форвард | ДР Конго    | Индиана Фивер                                       | Университет штата Миссисипи                   |
| 24    | Тайра Грант      | Защитник           | США         | Финикс Меркури                                      | Университет штата Пенсильвания                |

### Третий раунд
| Выбор | Игрок               | Позиция             | Гражданство        | Команда драфта           | Университет/ Бывшая команда         |
| ----- | ------------------- | ------------------- | ------------------ | ------------------------ | ----------------------------------- |
| 25    | Кори Монтгомери     | Форвард             | США                | Нью-Йорк Либерти         | Университет Небраски в Линкольне    |
| 26    | Габриэла Мэрджинян  | Форвард             | Румыния            | Миннесота Линкс          | Университет Дрекселя                |
| 27    | Джоанна Лидем       | Форвард             | Великобритания     | Коннектикут Сан          | Университет Франклина Пирса         |
| 28    | Эби Оладжьювон      | Центровая           | США                | Чикаго Скай              | Университет Оклахомы                |
| 29    | Алексис Рэк         | Защитник            | США                | Сан-Антонио Силвер Старз | Университет штата Миссисипи         |
| 30    | Алексис Грей-Лоусон | Защитник            | США                | Вашингтон Мистикс        | Калифорнийский университет в Беркли |
| 31    | Вивиан Фризон       | Форвард             | США                | Талса Шок                | Университет Гонзаги                 |
| 32    | Рашидат Джунейд     | Центровая           | США                | Лос-Анджелес Спаркс      | Ратгерский университет              |
| 33    | Бриттани Рэйвен     | Защитник / Форвард  | США                | Атланта Дрим             | Техасский университет в Остине      |
| 34    | Тияна Кривачевич    | Форвард / Центровая | Сербия / · Венгрия | Сиэтл Шторм              | МКБ-Евролизинг Шопрон               |
| 35    | Джой Кристин Чик    | Форвард             | США                | Индиана Фивер            | Университет Дьюка                   |
| 36    | Нишайя Стивенсон    | Защитник            | США                | Финикс Меркури           | Университет Оклахомы                |